# Años 310 a. C.
Los años 310 antes de Cristo transcurrieron entre los años 319 a. C. y 310 a. C.

## Acontecimientos
- Final de la segunda guerra samnita.

## Nacimientos
- Calímaco. Poeta y erudito alejandrino, nacido en la ciudad de Cirene
- Aristarco de Samos , astrónomo y matemático griego.